# Randy Snow
Thomas Randall „Randy“ Snow (* 24. Mai 1959 in Austin, Texas; † 19. November 2009 in El Salvador) war ein amerikanischer Rollstuhlsportler. Bei den Sommer-Paralympics 1992 gewann er im Rollstuhltennis im Einzel und im Doppel die Goldmedaille.

## Leben
Snow wurde 1959 als Sohn eines Rechtsanwalts in eine texanische Großfamilie geboren und wuchs in Pampa auf. Schon als Jugendlicher war er ein erfolgreicher Sportler und hatte eine Karriere als professioneller Tennis- oder Baseballspieler in Aussicht. Im Alter von 16 Jahren wurde er auf der Farm eines Freundes von einem etwa 500 kg schweren Heuballen getroffen, wodurch er eine Querschnittlähmung von der Taille abwärts erlitt.
1977 machte er seinen Schulabschluss an der Terrell High School und schrieb sich an der University of Texas ein. In der Folgezeit litt er unter Alkohol- und Drogenproblemen, die er schließlich mit Hilfe des Sports überwinden konnte. Mit der Unterstützung von Jim Hayes, dem Beauftragten für Rollstuhlsport an der Universität, gründete er ein Rollstuhlbasketballteam. Bald darauf trainierte er auch Rennrollstuhlfahren und Rollstuhltennis. 1986 schloss er das Studium mit einem Bachelor in Betriebswirtschaft ab.
1984 nahm Snow bei den Olympischen Spielen in Los Angeles am 1.500 m-Rollstuhlrennen, einem Demonstrationsrennen, teil und gewann die Silbermedaille. Bei den Paralympischen Spielen 1992 in Barcelona gewann er im Rollstuhltennis im Einzel und im Doppel die Goldmedaille. 1996 konnte er bei den Paralympischen Spielen in Atlanta mit der amerikanischen Rollstuhlbasketballmannschaft die Bronzemedaille erringen. 2000 in Sydney nahm er nochmals am Rollstuhltenniswettbewerb teil, unterlag allerdings in der dritten Runde dem Australier David Hall. 1991 wurde er von der International Tennis Federation als erster Weltmeister im Rollstuhltennis ausgezeichnet. Beim 1994 erstmals ausgetragenen Wheelchair Tennis Masters gewann Randy Snow den Einzelwettbewerb und erreichte im Jahr darauf nochmals das Finale. 2004 wurde er als erster paralympischer Sportler in die United States Olympic Hall of Fame aufgenommen.
Neben seiner Karriere als aktiver Sportler arbeitete Snow für den Rollstuhlhersteller Sunrise Medical. Außerdem engagierte er sich für die Verbreitung von Rollstuhltennis und führte in den USA und auf der ganzen Welt Camps für Kinder und Jugendliche durch. In den 1990er Jahren war er Mitglied des President’s Council on Physical Fitness und arbeitete für das National Council on Disability.
Snow starb 2009 während eines Rollstuhltennis-Camps in El Salvador an einem Herzinfarkt. Kurz zuvor hatte er ein Masterstudium in Psychologie an der University of Phoenix abgeschlossen. 2012 wurde er in die International Tennis Hall of Fame aufgenommen.